# Janet S. Fender

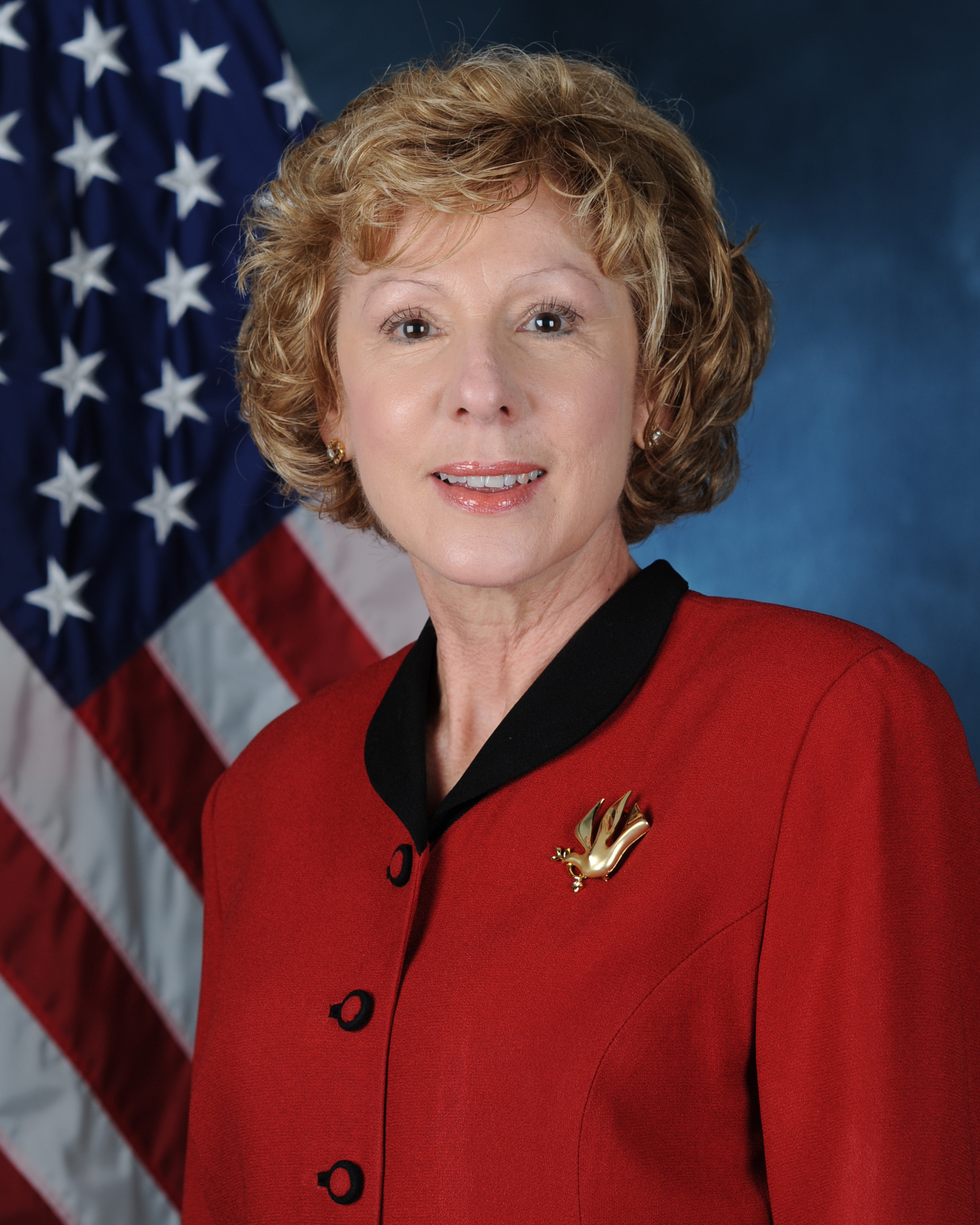
Janet Sue Fender, 2013

Janet Sue Fender (* 20. Jahrhundert) ist eine US-amerikanische Physikerin. Sie war Chefwissenschaftlerin des United States Air Force (USAF) Air Combat Command und war 1997 Präsidentin der Optical Society of America (OSA).

## Leben und Werk

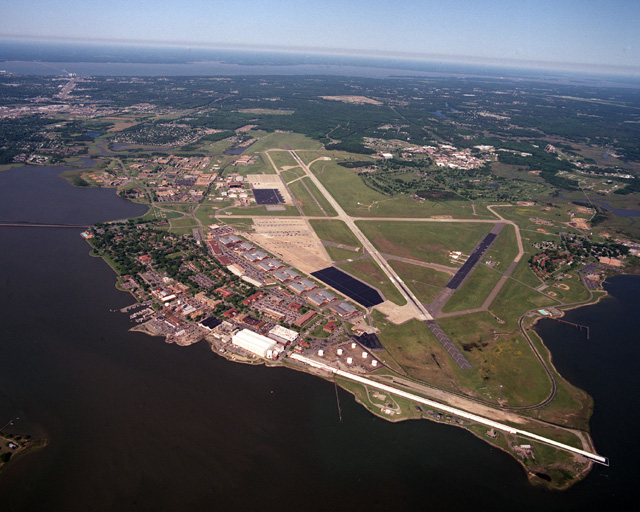
Luftaufnahme der Langley Air Force Base

Fender ist die Tochter eines Kampfpiloten der Air Force und lebte mit ihren Eltern auf der Langley Air Force Base. Sie studierte an der University of Oklahoma, wo sie 1973 einen Bachelor of Science in Physik und Astronomie erwarb. An der University of Arizona erhielt sie 1978 den Master of Science in optischen Wissenschaften und promovierte dort 1981 in optischen Wissenschaften.
Von 1974 bis 1975 gehörte sie zum Astronomical Research Staff des Kitt-Peak-Nationalobservatorium in Arizona. 1976 war sie Forschungsphysikerin der Environmental Protection Agency im Research Triangle Park in North Carolina. Von 1981 bis 1984 war sie als Physikerin für optische Forschung in der Gruppe für optische Analyse der Abteilung für Laserstrahlkontrolle im Waffenlabor der Kirtland Air Force Base tätig. Anschließend war sie dort bis 1990 leitende Wissenschaftlerin im Optical Phased Array Branch und 1991 im Advanced Technology Imaging Branch. Als Chief and Senior Scientist forschte sie dann bis 1993 in der Advanced Technology Imaging Division in den Phillips Laboratory der Kirtland AFB und anschließend bis 1997 als Technische Direktorin und wissenschaftlicher und technischer Senior Scientist  bei der Optical Sensing Division in den Phillips Laboratory der Kirtland AFB. In dem Zeitraum von 1994 bis 1997 war sie dabei als  US-Expertin bei den Vereinten Nationen in Genf tätig und bis 2004 forschte sie als  Chief Scientist im Space Vehicles Directorate der Kirtland AFB.
Von 2004 bis zu ihrer Pensionierung im Jahr 2018 war sie wissenschaftliche Beraterin des Commander der Air Combat Command (ACC) in der Langley Air Force Base. In dieser Position war sie als Command Chief Scientist tätig und lieferte wissenschaftliche Expertise und technische Anleitung im gesamten ACC.
Als US-Mitglied der Expertengruppe für Weltraumüberwachung der Vereinten Nationen war Fender an der Festlegung einer internationalen Weltraumpolitik beteiligt. International anerkannt für die Forschung und Entwicklung innovativer hochauflösender Bildgebungstechnologien, hat sie mehr als 100 Zeitschriftenartikel und Berichte veröffentlicht und hat mehrere US-Patente. Sie vertritt die Air Force im Physics and Astronomy Board der National Science Foundation und sie vertritt ACC im Blue Ribbon Panel des NASA Advanced Aircraft Program. Sie war Vorsitzende des Board of Assessment des Physics Laboratory des National Institute of Science and Technology.

## Auszeichnungen und Ehrungen (Auswahl)
- 2016: Presidential Distinguished Service Rank Award
- Fellow der Optical Society of America
- International Society of Optical Engineers
- Distinguished Alumni, University of Oklahoma
- Distinguished Alumni, University of Arizona
- Sigma Pi Sigma (National Physics Honor Society)
- Gold, Silber, Bronze Corporate Cup Sportmedaillen
- Air Force Scientific Achievement Award
- American Defense Preparedness Association Crozier Prize
- Coty Außergewöhnlichste Amerikanerin des Jahres
- New Mexico Federal Woman of the Year
- Who’s Who Worldwide, Science and Engineering, Fourth Edition
- Coyote Classic Rally Navigator Award
- International Commission on Optics Award
- Special Act Award, US Air Force